# Exocentrus subglaber
Exocentrus subglaber är en skalbaggsart som beskrevs av Fisher 1925. Exocentrus subglaber ingår i släktet Exocentrus och familjen långhorningar. Inga underarter finns listade i Catalogue of Life.